# Parque Nacional dos Campos Gerais
O Parque Nacional  dos Campos Gerais é uma unidade de conservação brasileira, situada na região dos Campos Gerais na porção centro-leste do Estado do Paraná. O parque possui aproximadamente 21.300 hectares de área, abrangendo os municípios de Carambeí, Castro e Ponta Grossa.
Foi criado pelo decreto federal de 23 de março de 2006 com objetivos de preservar os ambientes naturais ali existentes com destaque para os remanescentes de floresta ombrófila mista e de campos sulinos, realizar pesquisas científicas e desenvolver atividades de educação ambiental e turismo ecológico. 
Sua fauna é composta por espécimes como a gralha-azul, o lobo-guará, a suçuarana e o tamanduá-bandeira.
A área abriga imensas formações rochosas, que impressionam por suas formas em campo de pradarias verde. Também pode ser observado ao longo do parque pinturas rupestres.
Um dos seus mais conhecidos pontos turísticos é a cachoeira Buraco do Padre, tipo de anfiteatro subterrâneo com 30 metros de diâmetro, onde há uma queda d’água com 45 metros. Por suas paredes, plantas rupestres se proliferam.